# 曽根遺跡群
曽根遺跡群（そねいせきぐん）は、福岡県糸島市にある遺跡群。国の史跡。

## 概要
ワレ塚古墳、銭瓶塚古墳、狐塚古墳の3基の古墳と平原遺跡で構成され、糸島市東部にある瑞梅寺川と雷山川にはさまれる曽根丘陵地帯に分布、存在している。
- 平原遺跡（ひらばるいせき）

弥生時代から古墳時代築造と考えられる5基の古墳で構成され、1号墳からは銅鏡39枚を始めとして数多くの遺物が出土している。
- ワレ塚古墳（われづかこふん）

古墳時代中期築造と考えられる前方後円墳。大きさは、全長約43メートル、後円部直径約29メートル、高さ約4.5メートル、前方部の長さ約15メートル、高さ約0.6メートルで、後円部は3段に造られており、周りに周溝が巡っていた痕跡がある。曽根丘陵の中央部に存在する。
- 銭瓶塚古墳（ぜにがめづかこふん）

古墳時代中期築造と考えられる前方後円墳。大きさは、全長約50メートル、後円部の直径約37メートル、高さ5メートル、前方部の長さ16メートルで、後円部は3段に造られており、古墳の一部が道路造成の際に破壊されてしまっている。周りには幅約6メートルの周溝があったと考えられ、周溝部分の発掘で朝顔形埴輪、円筒埴輪、形象埴輪が出土している。曽根丘陵の中央部に存在する。
- 狐塚古墳（きつねづかこふん）

古墳時代中期築造と考えられる円墳。3段に造られており、大きさは、直径33メートル、高さ4メートルで、幅6メートルから10メートルの周溝が確認されている。内部には、4区画に仕切られ床面に敷石の施された長さ2.6メートル、幅1.65メートルの横穴式石室があるが、かなり壊れている。副葬品は、刀子5本、鉄斧1個、鉄鏃2本、などが出土した。曽根丘陵の東端部に存在する。